# Sulejów (gromada w powiecie lipskim)
Sulejów – dawna gromada, czyli najmniejsza jednostka podziału terytorialnego Polskiej Rzeczypospolitej Ludowej w latach 1954–1972.
Gromady, z gromadzkimi radami narodowymi (GRN) jako organami władzy najniższego stopnia na wsi, funkcjonowały od reformy reorganizującej administrację wiejską przeprowadzonej jesienią 1954 do momentu ich zniesienia z dniem 1 stycznia 1973, tym samym wypierając organizację gminną w latach 1954–1972.
Gromadę Sulejów siedzibą GRN w Sulejowie utworzono – jako jedną z 8759 gromad na obszarze Polski – w powiecie iłżeckim w woj. kieleckim, na mocy uchwały nr 13k/54 WRN w Kielcach z dnia 29 września 1954. W skład jednostki weszły obszary dotychczasowych gromad Hermanów, Dorotka i Sulejów ze zniesionej gminy Tarłów w powiecie iłżeckim (woj. kieleckie) oraz obszar dotychczasowej gromady Wesołówka ze zniesionej gminy Juljanów w powiecie opatowskim (woj. kieleckie), a także miejscowość Kępa Wałowska z dotychczasowej gromady Wałowice ze zniesionej gminy Annopol w powiecie kraśnickim (woj. lubelskie). Dla gromady ustalono 10 członków gromadzkiej rady narodowej.
1 stycznia 1956 gromada weszła w skład nowo utworzonego powiatu lipskiego w tymże województwie.
Gromadę zniesiono 31 grudnia 1959, a jej obszar włączono do gromady Tarłów.